# Lydia Schénardi
Lydia Schénardi (ur. 27 czerwca 1952 w Montreuil, zm. 11 grudnia 2020) – francuska polityk, działaczka Frontu Narodowego, deputowana do Parlamentu Europejskiego VII kadencji.

## Życiorys
W latach 80. podjęła działalność we Froncie Narodowym (jej mąż Jean-Pierre Schénardi z ramienia tej partii zasiadał w Zgromadzeniu Narodowym). Kandydowała bez powodzenia w różnych wyborach z ramienia FN. W 1998 została radną regionalną w Île-de-France. W 2007 weszła w skład ścisłych władz krajowych partii.
W wyborach w 2004 uzyskała mandat posłanki do Parlamentu Europejskiego. Była deputowaną niezrzeszoną, od stycznia do listopada 2007 działała w istniejącej wówczas nowo powstałej grupie politycznej w Europarlamencie pod nazwą Tożsamość, Tradycja i Suwerenność. Pracowała głównie w Komisji Przemysłu, Badań Naukowych i Energii oraz w Komisji Praw Kobiet i Równouprawnienia. W PE zasiadała do 2009. W 2010 zasiadła w radzie regionu Prowansja-Alpy-Lazurowe Wybrzeże.